# Der glückliche Löwe
Der glückliche Löwe ist ein 1954 in den USA erschienenes Kinderbuch von Louise Fatio. Die Illustrationen stammen von ihrem Ehemann Roger Duvoisin.
Der glückliche Löwe lebt in einem Zoo in Frankreich und alle haben ihn gern. Als eines Tages die Käfigtür unverschlossen bleibt, begibt sich der Löwe zu einem Ausflug in die Stadt. Er wundert sich, dass sich alle Menschen, die ihn besucht haben, vor ihm fürchten. Die Feuerwehr rückt aus, um ihn einzufangen. Da kommt Franz, der Sohn des Wärters, und bringt ihn zurück in seinen Käfig.
Das Buch wurde von Regina und Fritz Mühlenweg übersetzt und gewann 1956 den Deutschen Jugendliteraturpreis.
Es wurden folgende Bände der Reihe verlegt:
- Louise Fatio: Der glückliche Löwe, Freiburg i.Br. 1955 (ISBN 3451705788)
- Louise Fatio: Der glückliche Löwe in Afrika, Freiburg i.Br. 1956 (ISBN 3423079789)
- Louise Fatio: Die glückliche Löwin,  übersetzt von Heinrich Böll, 1982
- Louise Fatio: Das glückliche Löwenkind, Freiburg i.Br. 1960 (ISBN 3451706539)
- Louise Fatio: Zwei glückliche Löwen, übersetzt von Heinrich Böll, 1971 (ISBN 3451179466)
- Louise Fatio: Der glückliche Löwe und der Bär (ISBN 3423079436)
- Louise Fatio: Der glückliche Löwe macht Ferien, 1968 (ISBN 3451177722)
- Louise Fatio: Wo ist der glückliche Löwe, 1962 (ISBN 3451187825)
- Louise Fatio: Das Geheimnis des glücklichen Löwen, übersetzt von Annemarie Böll und Heinrich Böll, 1971 (ISBN 3451162881)

Beim Herder-Verlag wurden auch diverse Sammelbände und ein Sammelschuber herausgegeben. Sammelbände sind ebenfalls beim Lingen Verlag erschienen, unter anderem der Sammelband 1 "Fröhliche Geschichten vom Glücklichen Löwen" im Jahr 1991 (enthält die Bände "Der glückliche Löwe" und "Das glückliche Löwenkind").
Der glückliche Löwe wird nach wie vor vom Herder-Verlag verlegt.
.